# Köditz
Köditz ist eine Gemeinde im oberfränkischen Landkreis Hof. Die Gemeinde liegt im Bayerischen Vogtland, nordwestlich angrenzend an das Stadtgebiet der Kreisstadt Hof.

## Geographie
Hauptort der Gemeinde ist das am Bach Göstra liegende Pfarrdorf Köditz, etwa fünf Kilometer nordwestlich von Hof. Im Osten des Gemeindegebietes ist die von Hof kommende Saale der Grenzfluss zu den Gemeinden Feilitzsch und Töpen, um dann weiter in Richtung Norden in der Gemarkung Joditz das Gemeindegebiet zu durchqueren.

### Gemeindegliederung
Die Gemeinde hat 16 Gemeindeteile (in Klammern sind der Siedlungstyp und die Einwohnerzahlen angegeben):
- Brunn (Dorf, 38)
- Brunnenthal (Dorf, 315)
- Heroldsgrün (Weiler, 8)
- Hohbühl (Einöde, 8)
- Joditz (Pfarrdorf, 350)
- Köditz (Pfarrdorf, 1378)
- Lamitz (Dorf, 90)
- Lamitzmühle (Einöde, 3)
- Papiermühle (Fabrik)
- Saalenstein (Dorf, 103)
- Scharten (Dorf, 136)
- Scheibengrün (Einöde, 3)
- Schlegel (Dorf, 293)
- Seebühl (Einöde, 6)
- Siebenhitz (Weiler, 20)
- Stöckaten (Einöde, 16)

Auf dem Gemeindegebiet befand sich Pitschhausen, das im 17. Jahrhundert zur Wüstung wurde.
Die Machersiedlung und Altes Schloß zählen zum Köditzer Gemeindeteil Brunnenthal. Die Siedlung Neuköditz (91 Einwohner) bildet eine zusammenhängende Bebauung mit dem Hofer Gemeindeteil Vogelheerd.
Es gibt auf dem Gemeindegebiet die Gemarkungen Brunnenthal, Joditz, Köditz und Schlegel. Die Gemarkung Köditz hat eine Fläche von 14,721 km² und ist in 1704 Flurstücke aufgeteilt, die eine durchschnittliche Fläche von 8639 m² haben. In ihr liegen die Gemeindeteile Brunn, Heroldsgrün, Hohbühl, Scheibengrün und Seebühl.

## Geschichte

### Bis zur Gemeindegründung
Der Ort wurde 1359 als „Koͤtitz“ erstmals urkundlich erwähnt. Dem Ortsnamen liegt wahrscheinlich der slawische Personenname Chot mit angehängtem Zugehörigkeitssuffix -itz zugrunde. Laut dieser Urkunde wurde ein Hof in Köditz („Höffelin zu Koͤtitz“) an den Ritter und Richter Hans von Wizzelstorf verkauft. Weitere Lehen gehörten den von Lüchau, Wildenstein und dem Klarissenkloster Hof. Der Ort geriet zunehmend in das Spannungsfeld der Vögte von Weida und Gera und der Burggrafen von Nürnberg samt den jeweiligen Gefolgsleuten. 1402 wurde der Ort in der Auseinandersetzung zwischen den Vögten und Burggraf Johann III. zerstört. Das heutige Gemeindewappen erinnert an die Familie von Falkenstein. Das ehemalige Amt des Fürstentums Bayreuth gehörte ab 1500 zum Fränkischen Reichskreis.
Gegen Ende des 18. Jahrhunderts bestand Köditz aus 59 Anwesen und einer Wehrzollstätte. Die Hochgerichtsbarkeit sowie die Dorf- und Gemeindeherrschaft hatte das bayreuthische Stadtvogteiamt Hof. Grundherren waren das Klosteramt Hof (9 Anwesen), das Kastenamt Hof (17 Anwesen), das Hospitalamt Hof (5 Anwesen), das Gotteshaus Hof (1 Anwesen), das Reussische Bauernlehen (15 Anwesen) und die Herren von Feilitzsch (12 Anwesen).
Von 1797 bis 1810 unterstand Köditz dem Justiz- und Kammeramt Hof. Nachdem im Jahr 1810 das Königreich Bayern das Fürstentum Bayreuth gekauft hatte, wurde der Ort bayerisch. Infolge des Ersten Gemeindeedikts wurde 1812 der Steuerdistrikt Köditz gebildet. Zu diesem gehörten Brunn, Epplas, Epplasmühle, Geigen, Haag, Heroldsgrün, Osseck, Quetschen, Rosenbühl und Scheibengrün. Zugleich entstand die Ruralgemeinde Köditz mit den Orten Brunn, Heroldsgrün und Scheibengrün. Sie war in Verwaltung und Gerichtsbarkeit dem Landgericht Hof zugeordnet und in der Finanzverwaltung dem Rentamt Hof (1919 in Finanzamt Hof umbenannt). Ab 1862 gehörte Köditz zum Bezirksamt Hof (1939 in Landkreis Hof umbenannt). Die Gerichtsbarkeit blieb beim Landgericht Hof (1879 in Amtsgericht Hof umgewandelt). Seebühl wurde erst in den 1860er Jahren auf dem Gemeindegebiet gegründet, Hohbühl und Stegenwaldhaus in den 1950er Jahren. 1964 hatte die Gemeinde eine Fläche von 14,960 km².

### Eingemeindungen
Im Zuge der Gebietsreform in Bayern wurden am 1. Mai 1978 die Gemeinden Brunnenthal, Joditz und Schlegel eingegliedert.

### Ausgliederungen
Am 1. Juli 1976 wurde Stegenwaldhaus an die Stadt Selbitz abgetreten.

### Einwohnerentwicklung
Im Zeitraum 1988 bis 2018 wuchs die Gemeinde von 2185 auf 2440 um 255 Einwohner bzw. um 11,7 %. Am 31. Dezember 2001 hatte Köditz 2843 Einwohner.
Gemeinde Köditz
| Jahr      | 1819   | 1840   | 1852   | 1861   | 1867   | 1871   | 1875   | 1880   | 1885   | 1890   | 1895   | 1900   | 1905   | 1910   | 1919   | 1925   | 1933   | 1939   | 1946   | 1950   | 1961   | 1970   | 1987   | 2000 | 2010   | 2015   | 2022   |
| Einwohner | 520    | 677    | 689    | 701    | 755    | 732    | 751    | 735    | 883    | 766    | 740    | 733    | 808    | 902    | 950    | 943    | 926    | 956    | 1411   | 1400   | 1187   | 1195   | 2209   | 2814 | 2625   | 2505   | 2460   |
| Häuser    |        |        |        |        |        | 114    |        |        | 112    | 114    |        | 121    |        |        |        | 136    |        |        |        | 155    | 199    |        | 578    |      |        | 795    | 832    |
| Quelle    | [ 11 ] | [ 15 ] | [ 15 ] | [ 16 ] | [ 17 ] | [ 18 ] | [ 19 ] | [ 20 ] | [ 21 ] | [ 22 ] | [ 15 ] | [ 23 ] | [ 15 ] | [ 24 ] | [ 15 ] | [ 25 ] | [ 15 ] | [ 15 ] | [ 15 ] | [ 26 ] | [ 12 ] | [ 27 ] | [ 28 ] |      | [ 29 ] | [ 29 ] | [ 30 ] |

Ort Köditz
| Jahr      | 1799   | 1819   | 1861   | 1871   | 1885   | 1900   | 1925   | 1950   | 1961   | 1970   | 1987   |
| Einwohner | 356    | *408   | 542    | 563    | 704    | 593    | 818    | 1085   | 1020   | 1062   | 956    |
| Häuser    | 59     |        |        |        | 86     | 93     | 111    | 132    | 167    |        | 253    |
| Quelle    | [ 10 ] | [ 11 ] | [ 16 ] | [ 18 ] | [ 21 ] | [ 23 ] | [ 25 ] | [ 26 ] | [ 12 ] | [ 27 ] | [ 28 ] |

## Politik
- FWVK: 8
- CSU: 5
- fraktionslos: 1

### Gemeinderat
Der Gemeinderat hat 14 Mitglieder. Bei der Kommunalwahl vom 15. März 2020 haben von den 2081 stimmberechtigten Einwohnern in der Gemeinde Köditz 1319 von ihrem Wahlrecht Gebrauch gemacht, womit die Wahlbeteiligung bei 63,38 % lag.

### Bürgermeister

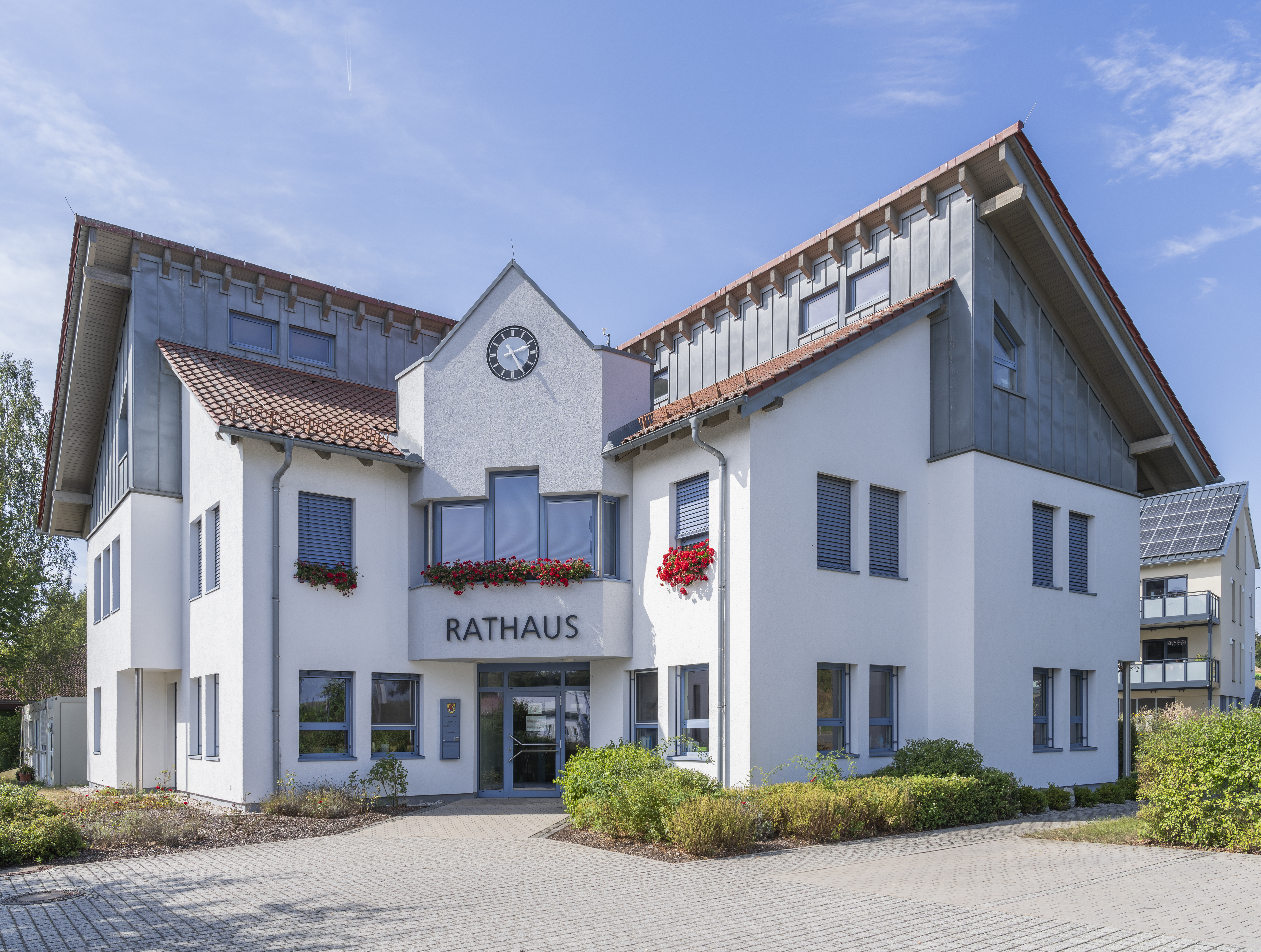
Rathausgebäude in Köditz

Erster Bürgermeister ist Matthias Beyer (Freie Wählervereinigung). Bei der Kommunalwahl vom 15. März 2020 wurde er mit 95,02 % der Stimmen wiedergewählt. Bis 2002 war Werner Haas (Freie Wählervereinigung) sein Vorgänger.

### Wappen und Flagge
Wappen
| | Blasonierung: „In Gold eine rote Mütze mit silbernem Hermelinstulp, ihre Spitze besteckt mit fünf abhängenden silbernen Federn.“ |
| Wappenbegründung: Die Gemeinde Köditz besteht seit 1978 aus den ehemals selbstständigen Gemeinden Brunnenthal, Joditz, Köditz und Schlegel. Die Gemeinde hat das Wappen von Köditz aus dem Jahr 1959 unverändert übernommen. Mit Zustimmung der Familie von Falkenstein hat die Gemeinde das Familienwappen als Gemeindewappen angenommen. Die Herren von Falkenstein, ein sächsisches Adelsgeschlecht, waren seit 1666 lange in Köditz ansässig und nannten sich mehrfach nach dem Ort Herren von Köditz. Dieses Wappen wird seit 1959 geführt. | |

Flagge
Die Gemeinde hat keine Gemeindeflagge.

## Kultur und Sehenswürdigkeiten

### Bau- und Bodendenkmäler
- Kunsthistorisch bemerkenswert ist die Leonhardskirche, eine kleine Wehrkirche mit Wehrmauer, brückenartigem Übergang und Dachreiter im Zentrum des Kernortes. Die Kirche ist ortsbildprägende Dominante des Kernortes. Eine kunsthistorische Rarität ist der barocke Taufengel der Kirche, der seit einer Kirchenrenovierung Ende der 1970er Jahre wieder an der Decke hängt und anlässlich von Taufen herabgelassen werden kann.
- Schloss Köditz

### Auensee
Im Gemeindeteil Joditz liegt der Auensee. Rund um den See mit guten Bademöglichkeiten gibt es große Liegewiesen. Direkt am See liegt ein Campingplatz mit Gaststätte.

## Verkehr
Die folgenden Angaben über Verkehr beziehen sich schwerpunktmäßig auf den Hauptort Köditz, Angaben bzgl. der Verkehrsanbindung der anderen Gemeindeteile, siehe unter den entsprechenden Artikeln zu den Gemeindeteilen.

### Bahnverkehr

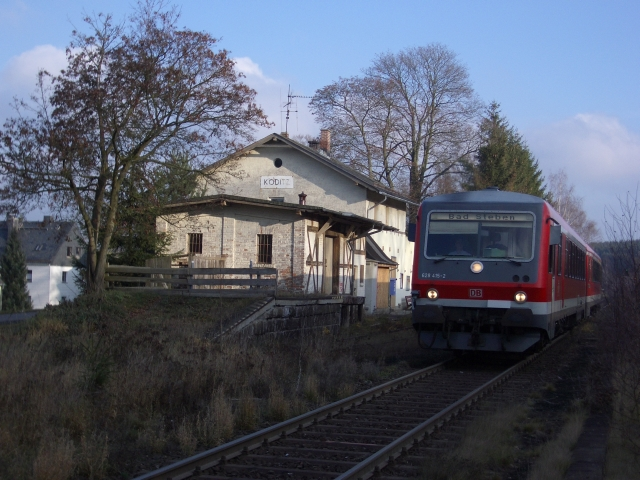
Bahnhof Köditz mit Triebzug nach Bad Steben

Die eingleisige Bahnstrecke Hof–Bad Steben durchquert das Gemeindegebiet in Ost-West-Richtung. Im Gemeindeteil Köditz liegt der gleichnamige Haltepunkt. Das Bahnhofsgebäude wurde im Dezember 2018 abgerissen.

### Straßenverkehr
Die den Gemeindeteil Köditz nördlich tangierende Bundesstraße 173 führt zur Anschlussstelle Hof Nord der Bundesautobahn 72 (1,5 km nordwestlich)bzw. nach Hof (4,5 km südöstlich). Die Kreisstraße HO 15 zweigt von der B 173 und verläuft die A 72 unterquerend nach Scharten (2 km nördlich). Gemeindeverbindungsstraßen führen nach Wölbattendorf (2,7 km südlich) und die A 72 überbrückend nach Brunn (3,5 km westlich).

## Persönlichkeiten
- Jean Paul (* 1763; † 1825), Schriftsteller, verbrachte seine Jugendjahre im heutigen Ortsteil Joditz
- Hans Hofner (* 1908; † 1982), Heimatpfleger, Schulleiter in Köditz
- Margarete Wiggen (* 1923; † 1999), Bildhauerin zahlreicher Brunnen und Bronze-Skulpturen in Stadt und Landkreis Hof
- Heinrich Bechert (* 1926; † 2005), Bauingenieur, geboren in Köditz